# Veniliornis passerinus
Veniliornis passerinus е вид птица от семейство Picidae.

## Разпространение
Видът е разпространен в Аржентина, Боливия, Бразилия, Венецуела, Гвиана, Еквадор, Колумбия, Парагвай, Перу, Суринам и Френска Гвиана.